# Sárgásvörös gereben
A sárgásvörös gereben (Hydnum rufescens) a gerebenfélék családjába tartozó, Európában és Észak-Amerikában honos, lomb- és fenyőerdőkben élő, ehető gombafaj. 

## Megjelenése
A sárgásvörös gereben kalapja 3-7 cm széles, alakja szabálytalanul domború, néha a tönk féloldalasan kapcsolódik a kalaphoz. Felszíne bársonyos; széle sokáig begöngyölt marad. Színe narancsvörös, téglavörös. 
Húsa puha; színe fehér, néha rózsaszínes árnyalattal. Íze és szaga kellemes.
Termőrétege tüskés, lefutó. A tüskék 2-4 mm hosszúak. Színe fehér, krémokkeres.
Tönkje 2-5 cm magas és max. 2 cm vastag. Alakja szabálytalanul hengeres, általában nyúlánk, de néha zömök. Színe fehéres, rózsaszín árnyalattal.
Spórapora fehér. Spórája ellipszis alakú, sima, mérete 6,5-8 x 5,5-7 μm. 

### Hasonló fajok
A valamivel nagyobb és világosabb sárga gerebennel lehet összetéveszteni. 

## Elterjedése és termőhelye
Európában és Észak-Amerikában honos. Magyarországon gyakori.
Inkább hegyvidéki fenyvesekben fordul elő, de megtalálható lomberdőkben is. Júniustól októberig terem. 
Fiatalon ehető, nagyon finom gomba. Leforrázzással kissé kesernyés ízét elveszti.    
A gombából készült kivonatoknál antioxidáns és koleszterin csökkentő hatásokat fedeztek fel.

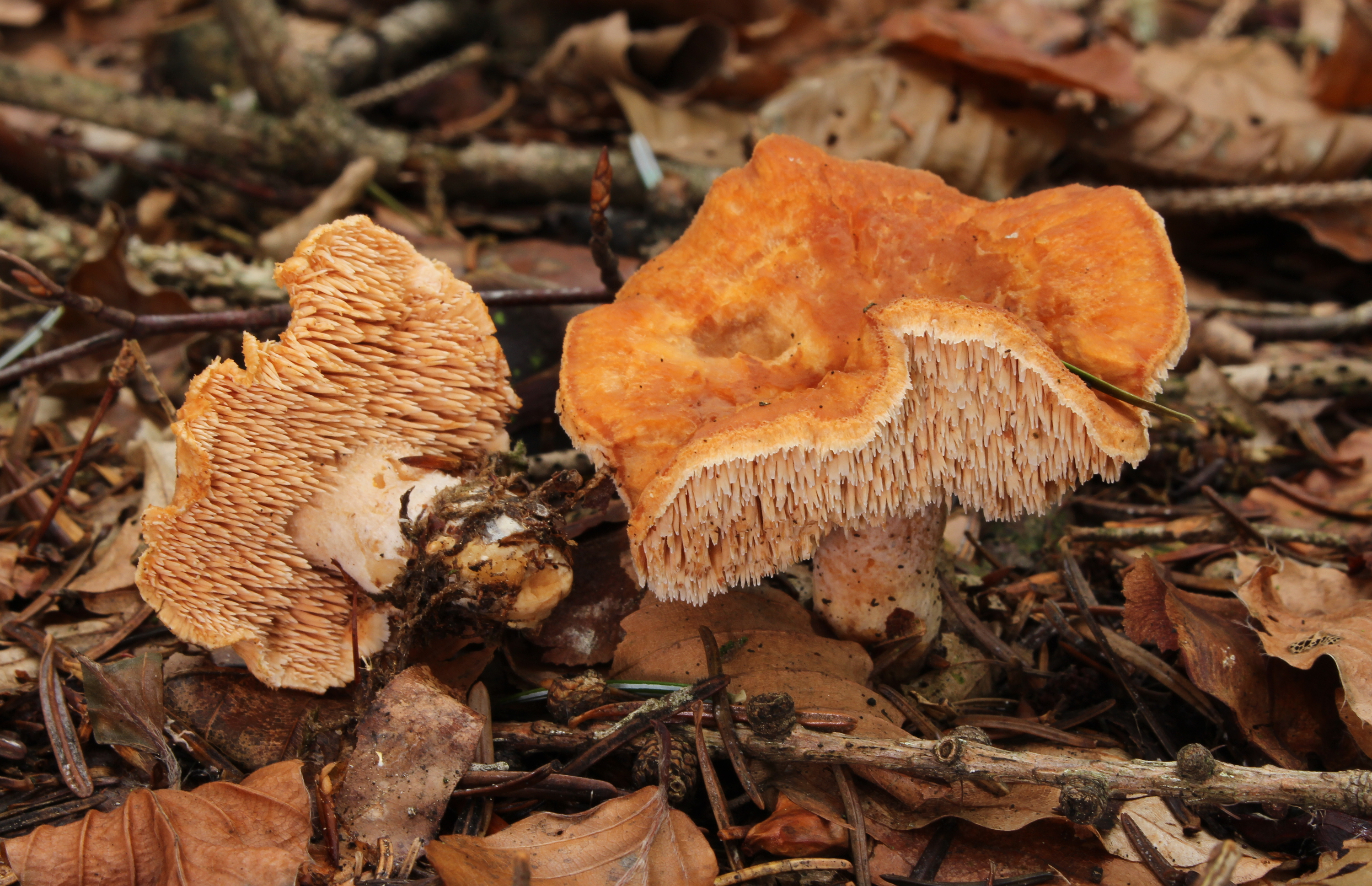
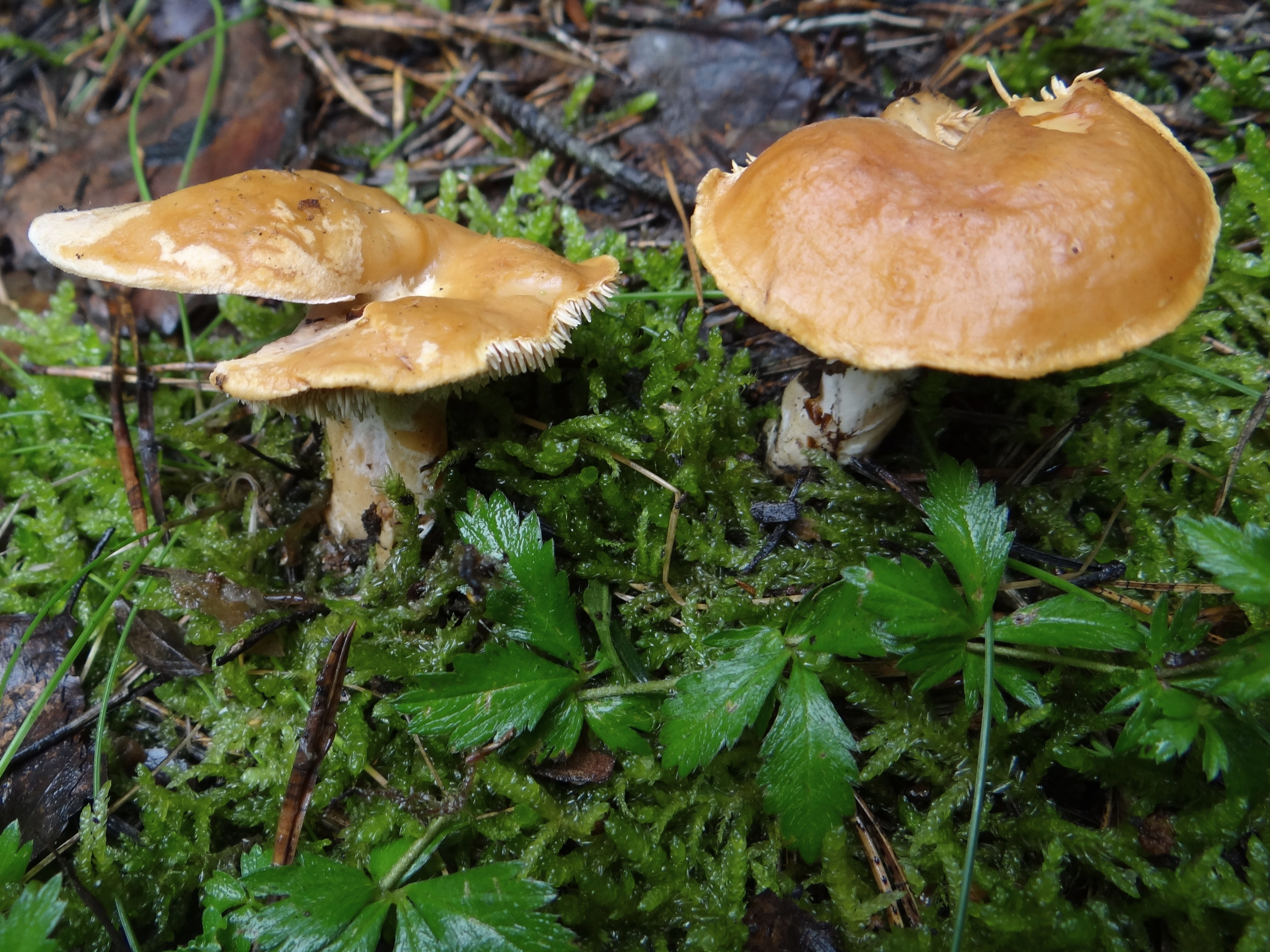
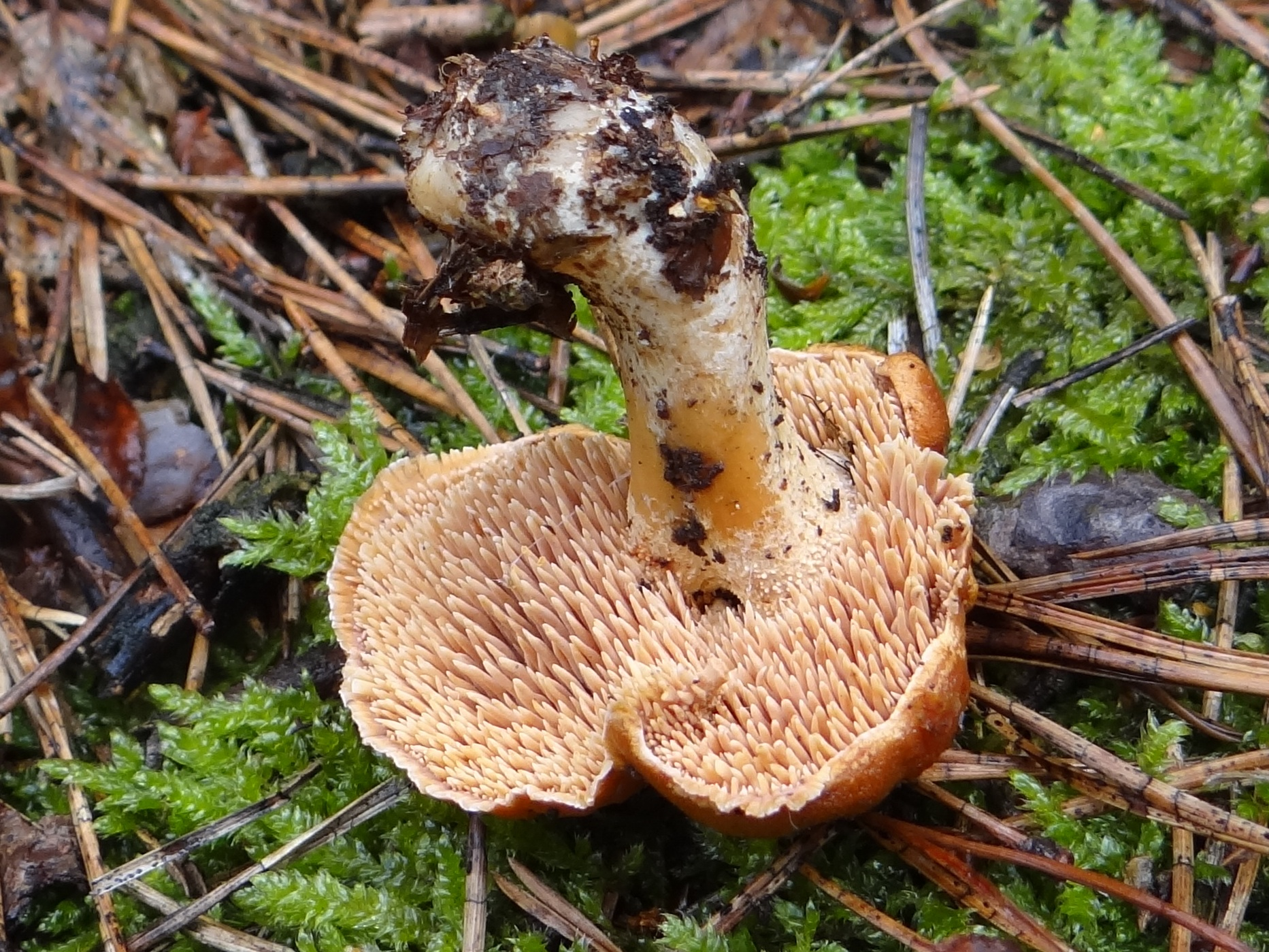
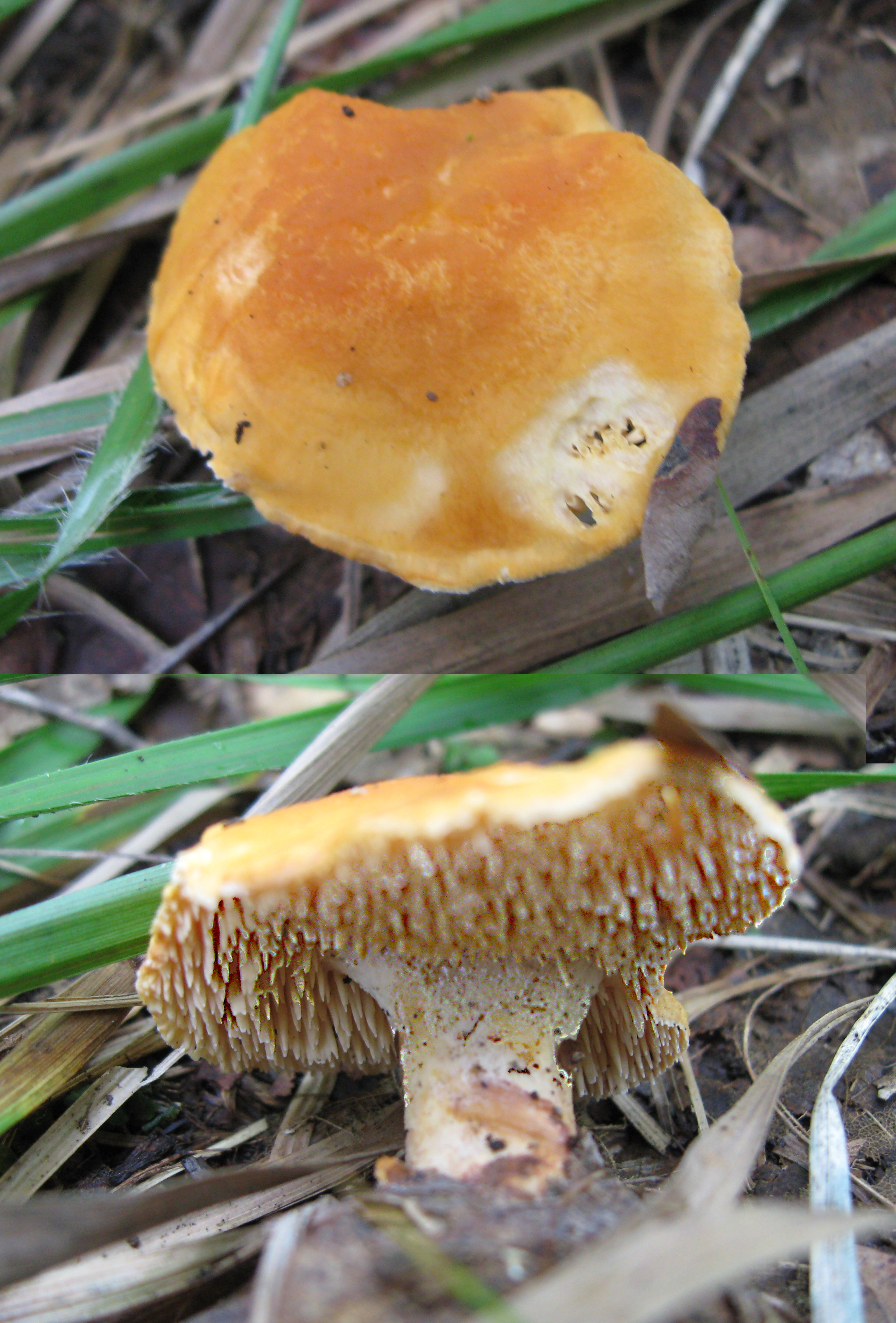
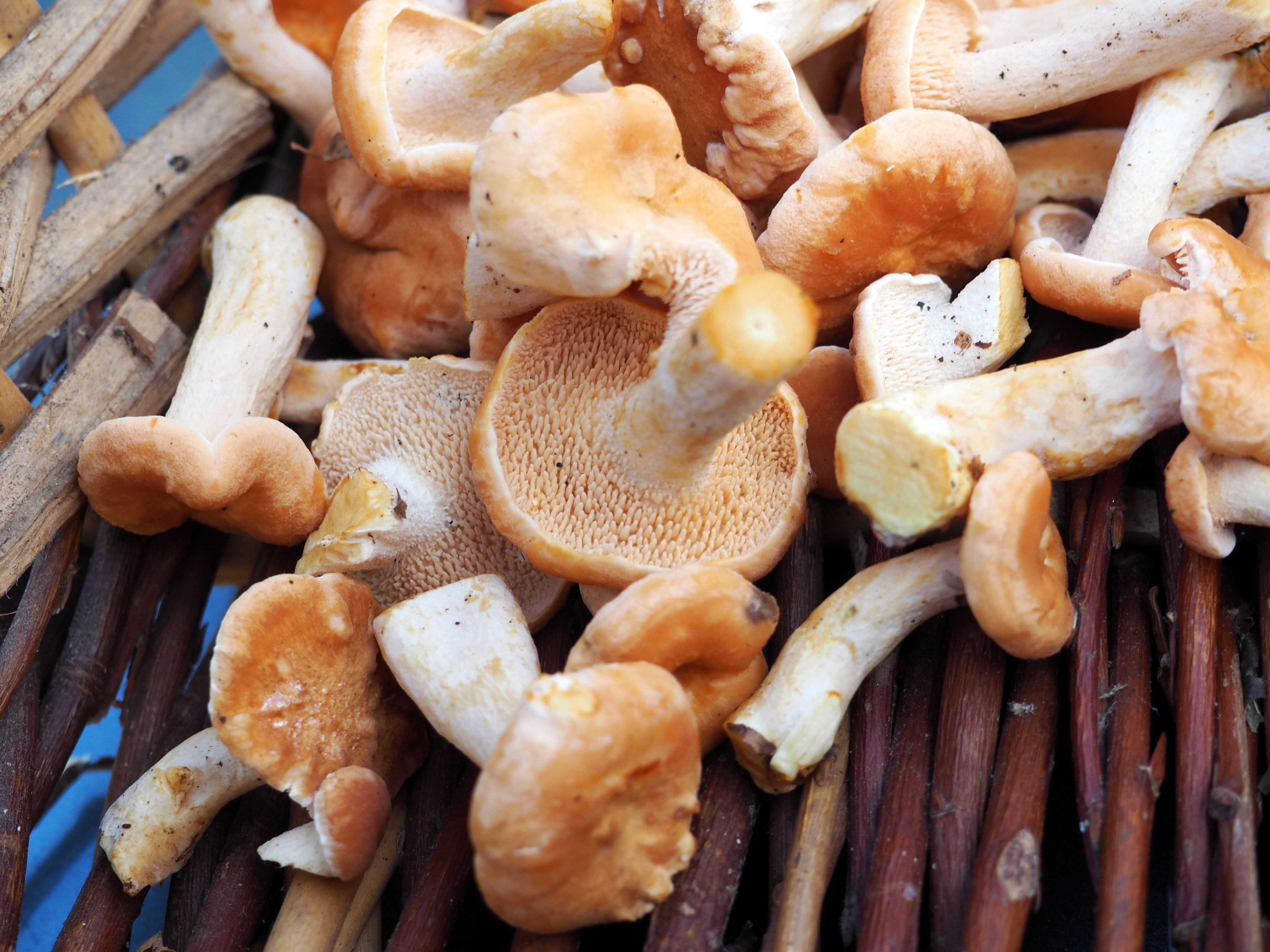